# Höllbergtunnel

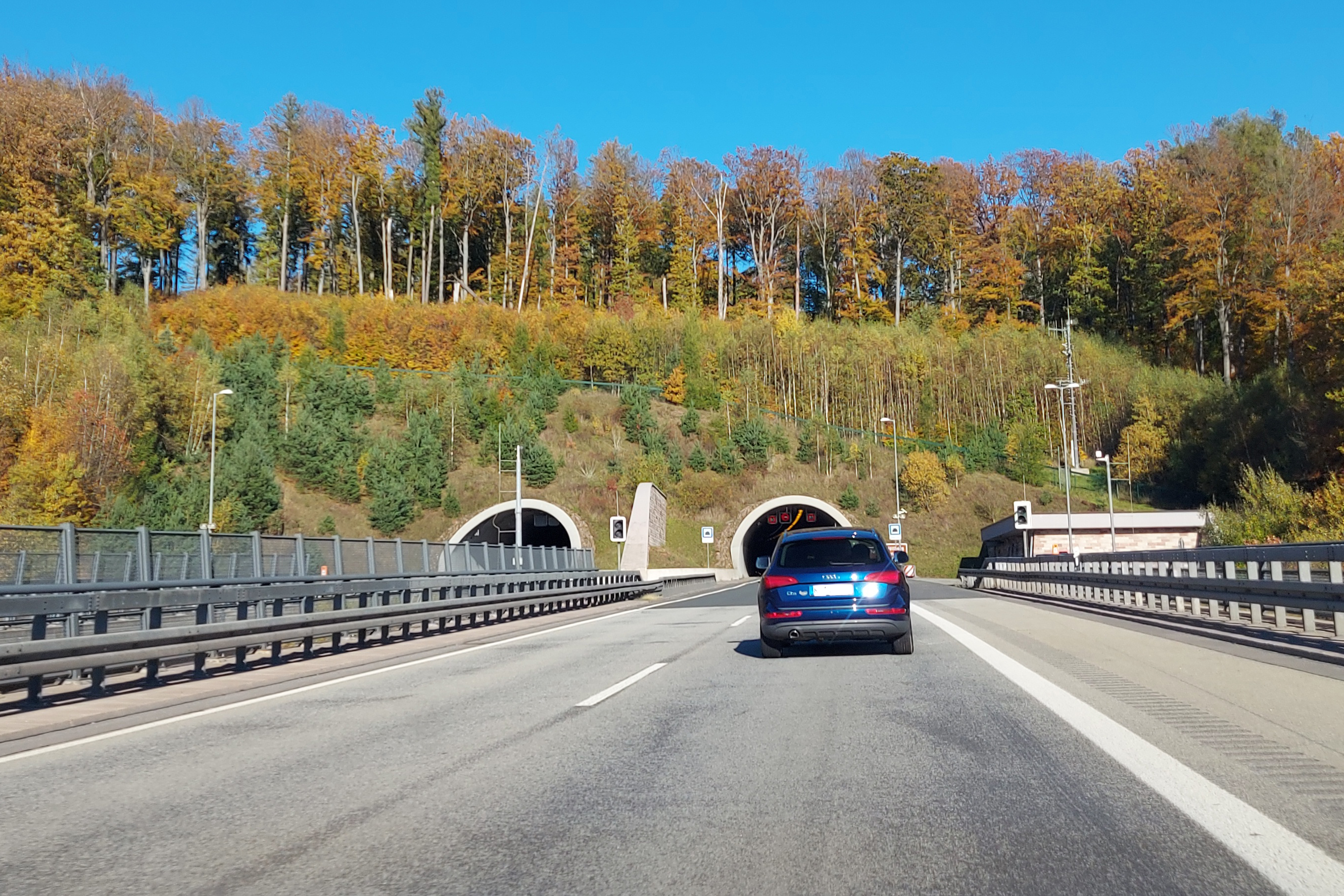
Höllbergtunnel in Fahrtrichtung Leipzig

Der Höllbergtunnel ist ein 874 bzw. 849 Meter langer Tunnel auf der Strecke der Südharzautobahn A 38 Göttingen–Leipzig. Er befindet sich nördlich von Bernterode (Landkreis Eichsfeld). Der Bau wurde am 2. Mai 2007 begonnen, der Durchschlag erfolgte am 4. Dezember 2007. Die Eröffnung des Tunnels und des Autobahnabschnittes zwischen Bleicherode und Breitenworbis erfolgte am 22. Dezember 2009. Der Bau kostete etwa 41 Millionen €.

## Geologie
Das Gelände besteht aus Festgestein des mittleren Buntsandsteins in Wechsellagerung von blättrig-plattigen Ton- und Schluffsteinen mit Sandsteinzwischenlagen sowie plattig-bankigen Sandsteinen mit Tonstein- oder Schluffsteinzwischenlagen.

## Geodaten
- Westportal: 51° 24′ 40,8″ N, 10° 28′ 12,9″ OKoordinaten: 51° 24′ 40,8″ N, 10° 28′ 12,9″ O
- Ostportal: 51° 24′ 56,4″ N, 10° 28′ 41,5″ O